# کوواتا تاداچیکا
کوواتا تاداچیکا (به ژاپنی: 桑田忠親 くわた ただちか) (تولد ۱۹۰۲ نوامبر ۲۱ –مرگ ۵ مه ۱۹۸۷) یکی از محققان تاریخ ژاپن و یکی از استادان مشهور دانشگاه کوکوگاکواین بود. تخصص وی در مورد تاریخ ژاپن در دوره سنگوکو بود.